# 瓜头鲸
瓜头鲸（学名：Peponocephala electra）别名有瓜状头鲸，多齿黑鲸，小杀人鲸和伊列特拉海豚。它为海豚科的瓜头鲸属下的唯一动物，因頭部形狀像木瓜尖端而得名。该物种遍布世界各地的热带及亚热带外海的深水海域但不常見，大洋性的島嶼周邊可見，如夏威夷，菲律賓，與臺灣東部海域。

## 特征及行为

### 特征
瓜头鲸有尖瓜状的脑袋，其也因此得名。其躯体修长呈水雷状，拥有长而尖锐的胸鳍，鳍的长度大约在体长的五分之一，这些都是瓜头鲸较为显著的特征。瓜头鲸较易于小虎鲸混淆，二者除非在近距离内观察，否则很难区分。
瓜头鲸全身呈蓝黑，暗灰或暗棕色，它头部细小，其渐缩为钝嘴，上、下颌均有20-24枚左右颗数的牙齿，前段脸部有一块黑色区域。瓜头鲸的下巴要么平直要么则稍微向内部凹陷，其唇部一般呈白色，淡灰或粉红色，而它的肛门和生殖裂周围也呈现淡色。瓜头鲸的胸部有不太明显的淡灰色锚状斑纹，腹部的斑块呈现出灰或不纯的白色。瓜头鲸的背鳍高耸，呈现钩状，末端较为尖锐，但是背鳍的后缘经常受创。瓜头鲸的尾鳍较为宽大，长度大约在体长的四分之一，但是雌鲸相之较窄。
瓜头鲸初生时长约1米，成年后在2.1米到2.7米左右，重量约在160公斤，脊椎骨大约在80枚左右。

### 行为
瓜头鲸行动速度较缓，浮升的时候会将头部扬出水面，而在其浮升时，会造成许多小水雾，使人难以观察到瓜头鲸。而在其快速游行时，瓜头鲸会以小角度躍离海面。瓜头鲸有时会进行浮窥，而在其下潜时，瓜头鲸的尾干会明显的拱起。其一般以乌贼，章鱼及鱼类为食。
瓜头鲸一般会提防船只靠近，在受到惊吓时，瓜头鲸也会快速的游走，但是其依然受到捕杀和鱼网缠困的威胁。瓜头鲸也存在着船首乘浪和跃身击浪的记录。
瓜头鲸具有高度的群栖性，族群中的鲸的数量最少在50只左右，一般情况下族群的鲸数一般在100到500只左右，甚至还出现过2000只的大族群。瓜头鲸也有着集体搁浅的记录，例如日本和菲律宾都出现过大量瓜头鲸集体搁浅的记录。瓜头鲸也会与弗氏海豚结伙，它偶尔也会同长吻飞旋原海豚，条纹原海豚以及其他鲸豚类共游。

## 分布
瓜头鲸生活在热带及亚热带的深水海域，在菲律宾（特别是宿务岛周围）以及澳大利亚东部沿岸普遍可见。夏威夷终年可见，而且大多数的瓜头鲸目击报告一般都在大陆架的向海侧以及大洋孤岛附近，很少出现于暖温带水域，它也极少靠近陆地。有人认为瓜头鲸分布范围的北界可能与暖洋流有关。

## 动物保护等级
- 中国国家重点保护动物等级：二级